# Ratpenat d'orelles rodones de Schulz
El ratpenat d'orelles rodones de Schulz (Lophostoma schulzi) és una espècie de ratpenat de la família dels fil·lostòmids, que viu al Brasil, la Guaiana Francesa, Guyana i Surinam.